# What Was I Made For?
«What Was I Made For?» es una canción interpretada por la cantante estadounidense Billie Eilish, incluida en la banda sonora de la película Barbie. La canción y su video musical se publicaron el 13 de julio de 2023 a través de Atlantic, Darkroom e Interscope Records. La canción se envió a la radio italiana el 17 de julio de 2023, lo que la convirtió en el cuarto sencillo de la banda sonora.
Recibió cinco nominaciones en la 66.ª edición de los Premios Grammy, incluida grabación del año, y ganó como canción del año (que se convirtió en la primera canción de una película desde «My Heart Will Go On» de Titanic, cantada por Celine Dion, en ganar en esta categoría) y mejor canción escrita para medios visuales. Ganó el Óscar a la mejor canción original en la 96.ª edición de los Premios Óscar.

## Antecedentes
En una entrevista con Time a principios de julio de 2023, Mark Ronson, quien se desempeña como productor musical de la banda sonora de Barbie, anunció que hay más invitados sorpresa en la banda sonora de los que se habían revelado en ese momento. Sin embargo, omitió la pregunta de si Eilish iba a ser una de los dos. Eilish previamente provocó especulaciones sobre una posible aparición cuando publicó una foto de un letrero de neón de Barbie en su cuenta de Instagram el 27 de junio.
El 6 de julio de 2023, Eilish anunció el sencillo en sus redes sociales. En un anuncio adjunto, dijo que la canción «significa el mundo absoluto» para ella. La cantante esperaba que la canción «cambiara vidas» y les dijo a sus fanes que «se prepararan para llorar».

## Producción
Para la canción, Eilish una vez más se asoció con su hermano y colaborador de mucho tiempo, Finneas O'Connell. El proceso de composición comenzó cuando la directora Greta Gerwig mostró a Eilish y O'Connell una versión preliminar de la película en Warner Bros. Studios. En una entrevista con Billboard, Eilish declaró que el sencillo era la primera canción que ella y O'Connell habían escrito después de un bloqueo del escritor prolongado.

## Lanzamiento
Un fragmento del sencillo apareció en un avance de la película el 10 de julio de 2023. Eilish también publicó un video insinuando el lanzamiento del sencillo y el videoclip en Twitter el 12 de julio. La canción fue lanzada al día siguiente, el 13 de julio.

## Recepción crítica
Escribiendo para Stereogum, Tom Breihan notó metáforas en la letra que son paralelas a la trama de Barbie y comparó la canción con «Happier Than Ever», pero lamentó que «Parece que se está construyendo un gran final catártico, pero ese final nunca llega». Jon Mendelsohn de American Songwriter llamó al coro «melancólico pero esperanzador». Walden Green de The Fader vio la canción como un «comentario astuto sobre las estrellas del pop 'creados' para el beneficio de los sellos discográficos».

## Video musical
Un video musical de «What Was I Made For?» fue lanzado junto con el sencillo el 13 de julio de 2023. En el video, dirigido por la propia Eilish, retrata a una mujer joven con un atuendo inspirado en Barbie que se sienta en un escritorio solitario y comienza a jugar con un puñado de ropa del tamaño de una muñeca (que son réplicas de los atuendos más famosos usados por Eilish). Episodios de lluvia y viento derriban repetidamente la ropa hasta que la mujer finalmente empaca las piezas y sale de la habitación. En W, Matthew Velasco interpretó el videoclip como la «manera de Eilish de decirnos que ha terminado con su aspecto holgado característico» y que «esto se siente como el comienzo de una nueva era para Eilish».

## Posicionamiento en listas
| Alemania             | Listas de GfK Entertainment           | 11  |
| Australia            | Australian Singles Chart              | 1   |
| Austria              | Ö3 Austria Top 40                     | 3   |
| Bélgica              | Ultratop 50 Flandes                   | 28  |
| Bélgica              | Ultratop 50 Valonia                   | 45  |
| Canadá               | Canadian Hot 100                      | 13  |
| Corea del Sur        | BGM (Circle Digital Chart)            | 23  |
| Corea del Sur        | Download Chart (Circle Digital Chart) | 137 |
| Dinamarca            | Tracklisten                           | 12  |
| Billboard Global 200 | Billboard Global 200                  | 7   |
| Eslovaquia           | Radio Top 100 Chart                   | 15  |
| Estados Unidos       | Adult Top 40                          | 15  |
| Estados Unidos       | Billboard Hot 100                     | 18  |
| Estados Unidos       | Rock Songs                            | 2   |
| Filipinas            | Philippines Songs                     | 11  |
| Francia              | French Singles Chart                  | 60  |
| Grecia               | IFPI (Grecia)                         | 7   |
| Hungría              | Hungarian Singles Chart               | 10  |
| Irlanda              | Irish Singles Chart                   | 1   |
| Islandia             | Plötutíðindi                          | 15  |
| Italia               | FIMI                                  | 3   |
| Japón                | Billboard Japan                       | 8   |
| Letonia              | European Hit Radio                    | 33  |
| Lituania             | AGATA                                 | 15  |
| Luxemburgo           | Luxembourg Songs                      | 15  |
| Malasia              | Malaysia Songs                        | 28  |
| Noruega              | VG-lista                              | 2   |
| Nueva Zelanda        | New Zealand Singles Chart             | 2   |
| Países Bajos         | Nederlandse Top 40                    | 26  |
| Países Bajos         | Dutch Charts                          | 6   |
| Polonia              | Poland Singles Chart                  | 16  |
| Portugal             | AFP                                   | 28  |
| Reino Unido          | UK Singles Chart                      | 2   |
| Singapur             | Swedish Singles Chart                 | 8   |
| Suecia               | Swedish Singles Chart                 | 7   |
| Suiza                | Swiss Singles Chart                   | 6   |

## Historial de lanzamiento
| Región | Fecha               | Formato(s)                 | Discográfica                | Ref.   |
| ------ | ------------------- | -------------------------- | --------------------------- | ------ |
| Varios | 13 de julio de 2023 | Descarga digital streaming | Darkroom Interscope Records | [ 51 ] |
| Italia | 17 de julio de 2023 | Airplay                    | Universal Music Group       | [ 52 ] |